# Dicranomyia (Dicranomyia) trilobula
Dicranomyia (Dicranomyia) trilobula is een tweevleugelige uit de familie steltmuggen (Limoniidae). De soort komt voor in het Afrotropisch gebied.